# Cornis Engineering Special
Cornis Engineering Special – samochód wyścigowy zaprojektowany i skonstruowany przez założyciela Cornis Engineering, Teda Cornisa. Jadący nim Bob Cortner podjął próbę kwalifikacji do wyścigu Indianapolis 500 w 1959 roku, ale wówczas zginął.

## Historia
Ted Cornis po II wojnie światowej zaczął sprzedawać części samochodowe. W 1957 roku w niewielkim garażu w Redlands zaczął budować samochód zdolny wystartować w wyścigu Indianapolis 500. Budowa tego pojazdu zajęła Cornisowi dwa lata.
Rama rurowa została skonstruowana z chromowanego molibdenu. Zapewniło to samochodowi duża wytrzymałość, a zarazem tak niską masę, jak to możliwe – szkielet nadwozia ważył około 180 kg. Karoseria została wykonana z aluminium. Samochód miał długość około 4,20 m i 5 cm prześwitu. Specjalny silnik Offenhauser został zbudowany w ten sposób, by leżeć płasko pod maską. Miało to na celu stworzenie maksymalnie niskiej sylwetki samochodu. Jednostka ta, napędzana metanolem, osiągała około 390 KM i zamiast gaźników stosowała wtrysk paliwa. Cornis utrzymywał, że sam w pewnym zakresie udoskonalił silnik. Zdaniem Cornisa samochód kosztował 25 000 dolarów, z czego 10 000 to koszt samego silnika.
Kierowcą został Bob Cortner, mistrz wyścigów midgetów organizacji BCRA z 1957 roku. Aby wyjść naprzeciw jego stylowi jazdy, Ted Cornis zaprojektował dwa niezależne układy hamulcowe, jeden mający zastosowanie w trakcie wyścigu, a drugi – podczas pit-stopów. Samochód został wyposażony w kosztujące 384 dolary opony Firestone, przy czym Cornis zapewnił sobie siedem kompletów opon – cztery na wyścig i trzy na kwalifikacje. Oleje Mobil, specjalne amortyzatory Monroe, świece zapłonowe Champion i pierścienie Perfect Circle Cornis otrzymał za darmo w zamian za reklamę na samochodzie.
18 maja 1959 roku Cortner zdał test dopuszczający go do kwalifikacji po tym, jak 15 maja w samochodzie doszło do wycieków oleju. Dzień później, w trakcie kwalifikacji, uszkodzeniu uległy hamulce. Po powrocie na tor Cornis uległ silnemu podmuchowi wiatru, przez co Cortner stracił kontrolę nad pojazdem i uderzył w ścianę. Kierowca zmarł tego samego dnia o 18:50 z powodu obrażeń głowy.

## Wyniki w Formule 1
W latach 1950–1960 wyścig Indianapolis 500 był eliminacją Mistrzostw Świata Formuły 1.
| Legenda oznaczeń w tabelach wyników Wyświetl szablon na nowej stronie | Legenda oznaczeń w tabelach wyników Wyświetl szablon na nowej stronie                                                                     |
| Oznaczenie                                                            | Wyjaśnienie |
| --------------------------------------------------------------------- | --- |
| Złoty                                                                 | Zwycięzca lub mistrzostwo |
| Srebrny                                                               | 2. miejsce lub wicemistrzostwo |
| Brązowy                                                               | 3. miejsce lub II wicemistrzostwo |
| Zielony                                                               | Ukończył, punktował (w klasyfikacji generalnej, gdy zdobył co najmniej jeden punkt na przestrzeni sezonu, poza trzema powyższymi opcjami) |
| Niebieski                                                             | Ukończył, nie punktował (w klasyfikacji generalnej, gdy nie zdobył co najmniej jednego punktu na przestrzeni sezonu)                      |
| Czerwony                                                              | Nie zakwalifikował się (NZ) |
| Czerwony                                                              | Nie prekwalifikował się (NPK) |
| Różowy                                                                | Nie ukończył (NU) |
| Różowy                                                                | Niesklasyfikowany (NS) (w klasyfikacji generalnej, gdy nie został sklasyfikowany w żadnym wyścigu sezonu)                                 |
| Czarny                                                                | Zdyskwalifikowany (DK) |
| Czarny                                                                | Wykluczony (WYK/EX) |
| Biały                                                                 | Nie wystartował (NW) |
| Biały                                                                 | Kontuzjowany (K/INJ) |
| Biały                                                                 | Wyścig odwołany (OD/C) |
| Bez koloru                                                            | Został wycofany (WYC/WD) |
| Bez koloru                                                            | Nie przybył (NP/DNA) |
| Bez koloru                                                            | Nie brał udziału w treningach (NT/DNP) |
| Bez koloru                                                            | Nie został zgłoszony (–) |
| Pogrubienie                                                           | Start z pole position |
| Kursywa                                                               | Najszybsze okrążenie wyścigu |
| †                                                                     | Nie ukończył, ale jego rezultat został zaliczony ze względu na przejechanie więcej niż 90% dystansu wyścigu.                              |
| *                                                                     | Sezon w trakcie |
| 1/2/3                                                                 | Punktowana pozycja w sprincie kwalifikacyjnym                                                                                             |
| Lista systemów punktacji Formuły 1                                    | |

| Sezon | Zespół             | Silnik      | Kierowcy    | Wyniki w poszczególnych eliminacjach | Wyniki w poszczególnych eliminacjach | Wyniki w poszczególnych eliminacjach | Wyniki w poszczególnych eliminacjach | Wyniki w poszczególnych eliminacjach | Wyniki w poszczególnych eliminacjach | Wyniki w poszczególnych eliminacjach | Wyniki w poszczególnych eliminacjach | Wyniki w poszczególnych eliminacjach | Wyniki kierowców | Wyniki kierowców | Wyniki konstruktora | Wyniki konstruktora |
| 1959  |                    |             |             | Monako                               | Stany Zjednoczone                    | Holandia                             | Francja                              | Wielka Brytania                      | Niemcy                               | Portugalia                           | Włochy                               | Stany Zjednoczone                    | Pkt.             | Msc.             | Pkt.                | Msc.                |
| ----- | ------------------ | ----------- | ----------- | ------------------------------------ | ------------------------------------ | ------------------------------------ | ------------------------------------ | ------------------------------------ | ------------------------------------ | ------------------------------------ | ------------------------------------ | ------------------------------------ | ---------------- | ---------------- | ------------------- | ------------------- |
| 1959  | Cornis Engineering | Offenhauser | Bob Cortner | -                                    | NZ                                   | -                                    | -                                    | -                                    | -                                    | -                                    | -                                    | -                                    | 0                | NS               | –                   | –                   |